# Lauzeta
Lauzeta («alosa» en occità) és un duet de música folk català, format el 2011 per Joan Baró (veu, guitarra i busuqui) i Núria Garcia (violí i veu), que mescla música tradicional catalana i celta. Reels, gigues, cançons de taverna i balades formen part del seu repertori.
L'any 2024, van emprendre una aventura a bord del creuer Queen Elizabeth III, de la companyia Cunard Line, que durant quatre mesos va navegar de Nova Zelanda fins al Japó i en què Lauzeta va fer fins a 3 actuacions al dia al pub del vaixell.

## Discografia
- Fet amb folk de llenya (2014)[6]
- El llibre vermell de Lauzeta (2022)[7]